# (549) Джессонда
(549) Джессонда (нем. Jessonda) — астероид главного пояса, который принадлежит к спектральному классу S. Он был открыт 15 ноября 1904 года немецким астрономом Максом Вольфом в Обсерватории Хайдельберг-Кёнигштуль и назван в честь героини одноимённой оперы Луи Шпора.